# Henric I al Franței

Blazonul Franței

Henric I (în franceză Henri I; n. 4 mai 1008, Reims, Regatul Franței – d. 4 august 1060, Vitry-aux-Loges, Centre-Val de Loire, Franța) a fost rege al francilor din 1031 până la moartea sa. A fost al treilea rege al dinastiei Capețiene și al doilea fiu al regelui Robert cel Pios și a celei de-a treia soții, Constance de Arles. A devenit moștenitor al coroanei la moartea fratelui său vitreg Hugues în 1025.

## Domnie
A fost încoronat Rege al Franței la Catedrala din Rheims pe 14 mai 1027, conform tradiției Capețienilor de asociere la domnie. A avut o influență și o putere redusă până când a devenit adevărat conducător, odată cu moartea tatălui său.

### Ducatul Burgundiei
Când Henric I a devenit rege, i-a oferit titlul de Duce al Burgundiei fratelui său mai mic în 1032, puterea regelui în acel timp era slabă datorită intrigilor pornite de mama sa, Constanța, și a politicii nobililor normanzi, cărora Henric a fost nevoit să le facă favoruri, pentru a-și consolida puterea. 

### Henric I și William Cuceritorul
Printr-o mișcare strategică Henric I l-a ajutat pe William de Normandia, care va deveni William Cuceritorul pentru a stopa o răscoală a vasalilor săi. Henric a apărat ducatul lui William în victoria decisivă împotriva vasalilor în Bătălia de la Valea Dunelor, aproape de Caen.
Câțiva ani mai târziu William care era vărul lui Eduard Confesorul, Rege al Angliei, s-a căsătorit cu Mathilde de Flandra, fiica lui Balduin al V-lea, conte de Flandra. Henric a început să se teamă de potențiala putere pe care o aduna William, astfel a încercat în 2 rânduri - în 1054 și 1057 să cucerească Ducatul Normandiei, însă a fost înfrânt.

## Familie
Henric a fost căsătorit de 2 ori, prima dată cu Matilda de Frisia în anul 1043, apoi la vârsta de 40 de ani, la 19 mai 1051, s-a căsătorit cu Anna de Kiev, fiica lui Iaroslav I cel Înțelept, Mare Cneaz al Novgorodului și Kievului, cununia având loc în catedrala orașului Reims.
Din această căsătorie s-au născut 4 copii:
- Filip I al Franței (1052 - 1108), moștenitorul tronului Franței.
- Emma (1054 - 1109?)
- Robert (c.1055 - c.1060)
- Hugo cel Mare de Vermandois (1057 - 1102).

## Moartea
Regele Henric I a murit pe 4 august 1060 în Vitry-en-Brie, fiind îngropat în Biserica Sfântul Denis. A fost succedat de fiul său, Filip I al Franței, care era minor în acel timp, astfel la conducerea Franței timp de 6 ani a fost soția lui Henric, Regina Anna de Kiev, având atribuții de regentă.

## Arbore genealogic
| Henric I al Franței | Tată: Robert al II-lea al Franței | Bunic patern: Hugo Capet              | Străbunic patern: Hugo Cel Mare                   |
| Henric I al Franței | Tată: Robert al II-lea al Franței | Bunic patern: Hugo Capet              | Străbunică paternă: Hedvige de Saxonia            |
| Henric I al Franței | Tată: Robert al II-lea al Franței | Bunică paternă: Adelaide de Aquitania | Străbunic patern: William al III-lea de Aquitania |
| Henric I al Franței | Tată: Robert al II-lea al Franței | Bunică paternă: Adelaide de Aquitania | Străbunică paternă: Gerloc                        |
| Henric I al Franței | Mamă: Constanța de Arles          | Bunic matern: William I de Provence   | Străbunic matern: Boso al II-lea de Arles         |
| Henric I al Franței | Mamă: Constanța de Arles          | Bunic matern: William I de Provence   | Străbunică matern: Constanța                      |
| Henric I al Franței | Mamă: Constanța de Arles          | Bunică maternă: Adelaida de Anjou     | Străbunic matern: Fulk al II-lea de Anjou         |
| Henric I al Franței | Mamă: Constanța de Arles          | Bunică maternă: Adelaida de Anjou     | Străbunică matern: Gerberta de Maine              |